# Iwan Łytwynenko
Iwan Danyłowycz Łytwynenko, ukr. Іван Данилович Литвиненко (ur. 4 stycznia 1891 we wsi Chorużiwka, zm. 17 lutego 1947 w Kijowie) – ukraiński wojskowy (pułkownik), emigracyjny działacz wojskowy, współpracownik służb wywiadowczych Rządu Ukraińskiej Republiki Ludowej na Emigracji, członek Siczy Poleskiej, a następnie UPA podczas II wojny światowej.

## Życiorys
Ukończył szkołę wiejską, po czym kursy handlowe w Moskwie. Po wybuchu I wojny światowej został zmobilizowany do armii rosyjskiej. Służył jako oficer. Pod koniec 1917 przeszedł do nowo formowanych ukraińskich sił zbrojnych. Służył krótko w 147 Pieszej Drużynie Woroneskiej, po czym przeszedł do 1 Ukraińskiego Pułku Wartowniczego. Od początku stycznia 1918 dowodził 11 Sotnią 3 Kurenia, a kilkanaście dni później 3 Kureniem 1 Kijowskiego Pułku Wartowniczego. Następnie pełnił funkcję zastępcy dowódcy, a potem dowódcy 1 Zaporoskiego Pułku Pieszego im. hetmana Doroszenko. W styczniu 1920 został dowódcą 1 Dywizji Zaporoskiej. Brał udział w I Marszu Zimowym.
Późnym latem 1920 w stopniu pułkownika skierowano go do prowadzenia negocjacji wojskowych z dowództwem wojsk Białych gen. Piotra N. Wrangla. Wyjeżdżał też do Rumunii dla rozmów z dowództwem sił zbrojnych. Po ich ewakuacji z Krymu do Gallipoli w połowie listopada tego roku, przybył do Polski. Pod koniec 1924 został zwerbowany przez szefa służb specjalnych władz Ukraińskiej Republiki Ludowej na uchodźstwie. Otrzymał pseudonim „Morozenko”. Skierowano go do Równego. W czerwcu 1927 został kierownikiem punktu wywiadowczego w Mohylanach, zaś jesienią 1928 w Równem, kierując działaniami wywiadowczymi na sowieckiej Ukrainie. W 1935 przybył do Warszawy, gdzie do stycznia 1936 podlegał szefowi wywiadu Rządu URL na Wygnaniu gen. Wsewołodowi Zmijence. Następnie został kierownikiem stanicy ukraińskiej w Kaliszu. W 1941 wybrano go przewodniczącym Komitetu „Ukraińskich Wojskowych – Ounowców”.
Po ataku wojsk niemieckich na ZSRR 22 czerwca tego roku, wstąpił do Siczy Poleskiej. Na pocz. 1943 przeszedł do UPA, w ramach której objął funkcję szefa wydziału wywiadu Krajowego Sztabu Wojskowego. Jednocześnie został instruktorem szkoły oficerskiej UPA „Drużynnyky”, gdzie prowadził kurs wywiadu wojskowego. Na początku grudnia tego roku przybył do sztabu dowódcy Południowej Grupy UPA. W wyniku konfliktu z członkiem Centralnego Prowodu Organizacji Ukraińskich Nacjonalistów (OUN) Wasylem Kukiem zrezygnował z czynnego członkostwa w UPA. Od początku 1944 ukrywał się pod fikcyjnym nazwiskiem Łytwynenko-Morozenko w okupowanym Lwowie, gdzie wykonywał różne zadania na rzecz OUN. Po zajęciu miasta przez Armię Czerwoną został w marcu 1945 aresztowany przez MGB, ale nie rozpoznano go i wypuszczono na wolność. Ponownie go aresztowano w czerwcu 1946 Po procesie skazano go w grudniu tego roku na karę śmierci, wykonaną przez rozstrzelanie 17 lutego 1947.